# Googlebom
Een Googlebom is een manier om een bepaalde pagina hoog op de resultatenlijst van deze zoekmachine te laten verschijnen, bij woorden die niet in overvloed op die pagina voorkomen. Dit met behulp van het PageRank-algoritme van Google. In het uiterste geval komt de pagina bovenaan de resultatenlijst te staan. Wanneer men dan de 'ik-doe-een-gok'-functie gebruikt levert dat als resultaat de gekozen pagina op. Google bombing is mogelijk doordat deze zoekmachine - alsook de meeste andere - niet alleen de frequentie van woorden op een pagina telt, maar ook het aantal links dat naar die pagina verwijst. De woorden die zo'n link bevat worden getoetst aan de ingegeven zoekopdracht.

## Bekende Googlebommen
Het fenomeen werd algemeen bekend toen een groepje politieke tegenstanders eind 2003 de woorden "miserable failure" (ellendige mislukkeling) naar de officiële website van toenmalig Amerikaans president George W. Bush wist te linken. Een antwoord bleef niet uit: aanhangers van de president bouwden onder dezelfde woorden een link in naar de homepage van de kritische filmmaker Michael Moore, die daardoor op een tweede positie in de zoekresultaten kwam te staan. De links werden zo vaak gemaakt dat op den duur alleen het woord "failure" al genoeg was om beide sites bovenaan de resultatenlijst te krijgen. 
Een andere bekende googlebom was de zoekterm “Weapons of Mass Destruction”. De aanwezigheid van massavernietigingswapens in Irak was in 2003 een belangrijk argument voor de Verenigde Staten en het Verenigd Koninkrijk om de Irakoorlog te beginnen, terwijl er wereldwijd getwijfeld werd of Irak wel over deze wapens beschikte. Wie in die periode de zoekterm “Weapons of Mass Destruction” gebruikte, kreeg als eerste zoekresultaat een satirische website die bestond uit een 404-foutmelding op het ontbreken van massavernietigingswapens in Irak.
Nederlandse equivalenten zijn landverrader (leidde naar de pagina van Maxime Verhagen) en raar kapsel (leidde naar de pagina van Jan Peter Balkenende). Het woord vreemdelingenhaat leidde naar de website van Rita Verdonk.
Een Belgisch equivalent is lul, die naar de website van politicus Hugo Coveliers leidde. Wie de Franse vertaling daarvan intypte, trou du cul, kwam in Frankrijk uit bij de website van de Franse president Sarkozy.

## Reactie van Google
Bij Google kwamen door het fenomeen verscheidene klachten uit rechtse hoek binnen. Ondanks het feit dat het bedrijf de nieuwe gewoonte afdeed als "de zoveelste internethype" heeft het in de nieuwere versies software ingebouwd die het googlebommen moeilijker moet maken. Op 25 januari 2007 kondigde Google aan dat het zijn zoekalgoritme zou aanpassen om de resultaten van googlebommen te minimaliseren. Tegenwoordig geeft een zoekopdracht voor googlebommen zoals "raar kapsel" de internetpagina's over deze googlebom in plaats van het resultaat van de googlebom zelf. Daardoor lijkt het effect van veel bekende googlebommen te zijn geminimaliseerd, al zijn er nog sommige, zoals "french military victories" of "geen kroeg", die niet beïnvloed zijn. Door de deelname aan Amerikaanse presidentsverkiezingen in 2012 van Amerikaans politicus Rick Santorum kwam de Googlebom betreffende zijn achternaam "Santorum" opnieuw in de media.